# The Tough Alliance
The Tough Alliance eller TTA var en musikgrupp som spelade elektronisk pop. Gruppen bildades 2001 och bestod av barndomsvännerna Henning Fürst och Eric Berglund (båda födda 1981), som trots att de blivit kända som göteborgare inte är från Göteborg utan från Onsala i Kungsbacka kommun i Halland. The Tough Alliance släppte till en början sina skivor på skivbolaget Service, men startade sedan det egna skivbolaget Sincerely Yours (döpt efter en låt av The Embassy). TTA splittrades 2009 och Eric Berglund påbörjade soloprojektet ceo.
Gruppen gav ut tre EP-skivor, Make It Happen (2004), Holiday (2004) och New Waves (2006), och tre fullängdsalbum, The New School (2005), Escaping Your Ambitions (2006) och A New Chance (2007). Deras konserter orsakade viss uppmärksamhet på grund av kort speltid, berusat uppträdande och ett upprepat och tydligt användande av playback.
Bandets estetik har påverkats starkt av Situationistiska Internationalen, en radikal fransk vänstergrupp verksam under 1960- och 1970-talen. En av gruppens främsta teoretiker, Guy Debord, samplas i början av låten "Koka-Kola Veins".

## Diskografi

### Studioalbum
- 2005 – The New School (CD) (återutgåva 2015 som LP)
- 2006 – Escaping Your Ambitions (återutgåva 2007 som LP)
- 2007 – A New Chance (CD & LP)

### EP-utgåvor
- 2004 – Make It Happen (återutgåva 2015 som LP)
- 2004 – Holiday (återutgåva 2015 som LP)
- 2006 – New Waves

### Singlar och remixar
- 2007 – "Now That's What I Call Indulgence" (mp3, remix av "Some Indulgence" av The Embassy)
- 2007 – "Don't Close Your Eyes" (mp3)
- 2007 – First Class Riot (7")
- 2007 – "Taken Too Young" (mp3, remix av "Too Young" av Taken by Trees)
- 2008 – Neo Violence (7", med cover på låten "Lucky" av Lucky Twice)